# White River Junction
White River Junction statisztikai település az Amerikai Egyesült Államok Vermont államában, Windsor megyében. Lakosainak száma 2532 fő (2020. április 1.).

## Közlekedés
A települést érinti az Amtrak egyik távolsági vasúti járata is, a Vermonter.

## Népesség
A település népességének változása:

| 2010 | 2 286 |
| 2020 | 2 532 |